# ヴェヴェルスター
ヴェヴェルスター（ノルウェー語: Vevelstad）は、ノルウェーのヌールラン県、ヘルゲラン地域に属する自治体。行政の中心地はヴェヴェルスター村。同国の中央部に位置し、山々とフィヨルドに抱かれている。1916年7月1日にチョッタから分離し設立された。

## 基礎情報

### 地名
元々は教区だったヴェヴェルスターは、この地に最初に教会が建てられたときからあったヴェヴェルスター農場（古ノルド語名：Vifilsstaðir）にちなみ名付けられた。最初の部分は北欧の人名Vifillの属格で、最後のstaðirは「農場」を意味する。

### 紋章
ヴェヴェルスター自治体の紋章は1970年代から策定されてきたが、いずれのデザインも議会や国立公文書館が却下してきた。最終的にイニシャルのVを描いたものが採用され、1991年11月13日に国王の承認を得た。